# Davide Anzaghi
Davide Anzaghi (Milano, 29 novembre 1936) è un compositore italiano.

## Biografia
Allievo del padre Luigi Oreste, vince nel 1950 il concorso mondiale di fisarmonica da concerto, studiando poi composizione al Conservatorio G. Verdi di Milano, dove insegnerà a lungo. Nel 1974 con la partitura Ausa per orchestra vince il Concorso Internazionale Olivier Messiaen. Fonda nel 1994 l'associazione Novurgìa — di cui è segretaria la moglie Noemi Beneduce, nipote dell'economista Alberto — destinata alla promozione della musica contemporanea.

## Composizioni

### Coro e orchestra o strumenti
Aur'ore per coro misto e orchestra (edizioni Suvini & Zerboni)

### Composizioni con voce
Onirama per soprano e pianoforte (edizioni Suvini & Zerboni)

### Musica da camera
1. Aléna per 2 Fl., 2 Ob., 2 Cl., 2 Fg., 2 Cor. (edizioni Suvini & Zerboni)
2. Alia per clarinetto basso in sib e pianoforte (edizioni Suvini & Zerboni)
3. Apogèo per Fl., Cl., Vln., Vc. e Pf. (edizioni Suvini & Zerboni)
4. Canto morfico per oboe e pianoforte (edizioni Carrara, Bergamo)
5. Eco per Vc e Pf. (edizioni Suvini & Zerboni)
6. Èlan per Fl., Ob., Cl., Fg., Perc., Vln., Vla., Vc., Cb. (edizioni Suvini & Zerboni)
7. In-chiostro per 2 violini e viola (edizioni Suvini & Zerboni)
8. Mitofania per Fl., Cl., Perc., Pf.,  Vln., Vc. (edizioni Suvini & Zerboni)
9. Oiseau triste per ottavino e pianoforte (edizioni Suvini & Zerboni)
10. Rapsodia per 2 pianoforti (edizioni Suvini & Zerboni)
11. Remota per Ott./Fl. in sol, Cl., Pf., Perc., Vla., Vc. e Cb. (edizioni Suvini & Zerboni)
12. Sepalo per pianoforte a 4 mani  (edizioni Suvini & Zerboni)
13. Settimino per Cl., Fg., Cor., Pf., Vln., Vla. e Vc. (edizioni Suvini & Zerboni)
14. Soavodìa per clarinetto e pianoforte  (edizioni Suvini & Zerboni)
15. Soliludio per Fl., Cl., Vln., Vc e Pf.  (edizioni Suvini & Zerboni)
16. Tremes per viola e pianoforte  (edizioni Suvini & Zerboni)

### Orchestra
1. Anco per orchestra da camera  (edizioni Suvini & Zerboni)
2. Ausa per grande orchestra. Opera vincitrice del "Concorso Olivier Messiaen" (1974) indetto dalla Fondazione Praemium Erasmianum (edizioni Suvini & Zerboni).
3. Egophonie per orchestra da camera  (edizioni Suvini & Zerboni)
4. Elan per orchestra da camera  (edizioni Suvini & Zerboni)
5. Ermosonìo per orchestra  (edizioni Suvini & Zerboni)
6. Riturgìa per orchestra (edizioni Suvini & Zerboni)

### Pianoforte solo
1. Improvvisi (Due)  (edizioni Suvini & Zerboni)
2. Intermezzi (Due)  (edizioni Suvini & Zerboni)
3. Notturni I - III (edizioni Berben, Ancona)
4. Notturno d'Imeon (edizioni Ceccherini, Firenze)
5. Revenants  (edizioni Suvini & Zerboni)
6. Ritografia  (edizioni Suvini & Zerboni)
7. Segni e suoni (edizioni Suvini & Zerboni)
8. Segni  (edizioni Suvini & Zerboni)
9. Sonata (edizioni Curci)
10. Son'ora (opera di proprietà dell'autore)
11. Variazioni su tema esoterico  (edizioni Suvini & Zerboni)

### Solista e orchestra o strumenti
1. Concerto breve per clarinetto e archi  (edizioni Suvini & Zerboni)
2. Fluegelkonzert per pianoforte e orchestra  (edizioni Suvini & Zerboni)

### Strumento solo
1. Airy per clarinetto solo  (edizioni Suvini & Zerboni)
2. Halpith per flauto solo (edizioni Suvini & Zerboni)
3. Melopea rituale per oboe solo (edizioni Carrara, Bergamo)
4. Pièce pour Guitare Sensible, per chitarra (edizioni UtOrpheus, Bologna)
5. Segoviana per chitarra (edizioni UtOrpheus, Bologna)